# Azzurra Volley San Casciano 2013-2014
Questa voce raccoglie le informazioni riguardanti l'Azzurra Volley San Casciano nelle competizioni ufficiali della stagione 2013-2014.

## Stagione
La stagione 2013-14 è per l'Azzurra Volley San Casciano, sponsorizzata da Il Bisonte, la seconda consecutiva in Serie A2; rispetto all'annata precedente molte giocatrici vengono confermate, così come l'allenatrice Francesca Vannini: tra i nuovi acquisti spiccano quelli di Silvia Lotti, Elena Koleva e Francesca Villani, mentre lasciano la squadra Marika Bianchini, Valentina Bicchieri e Francesca Giogoli.

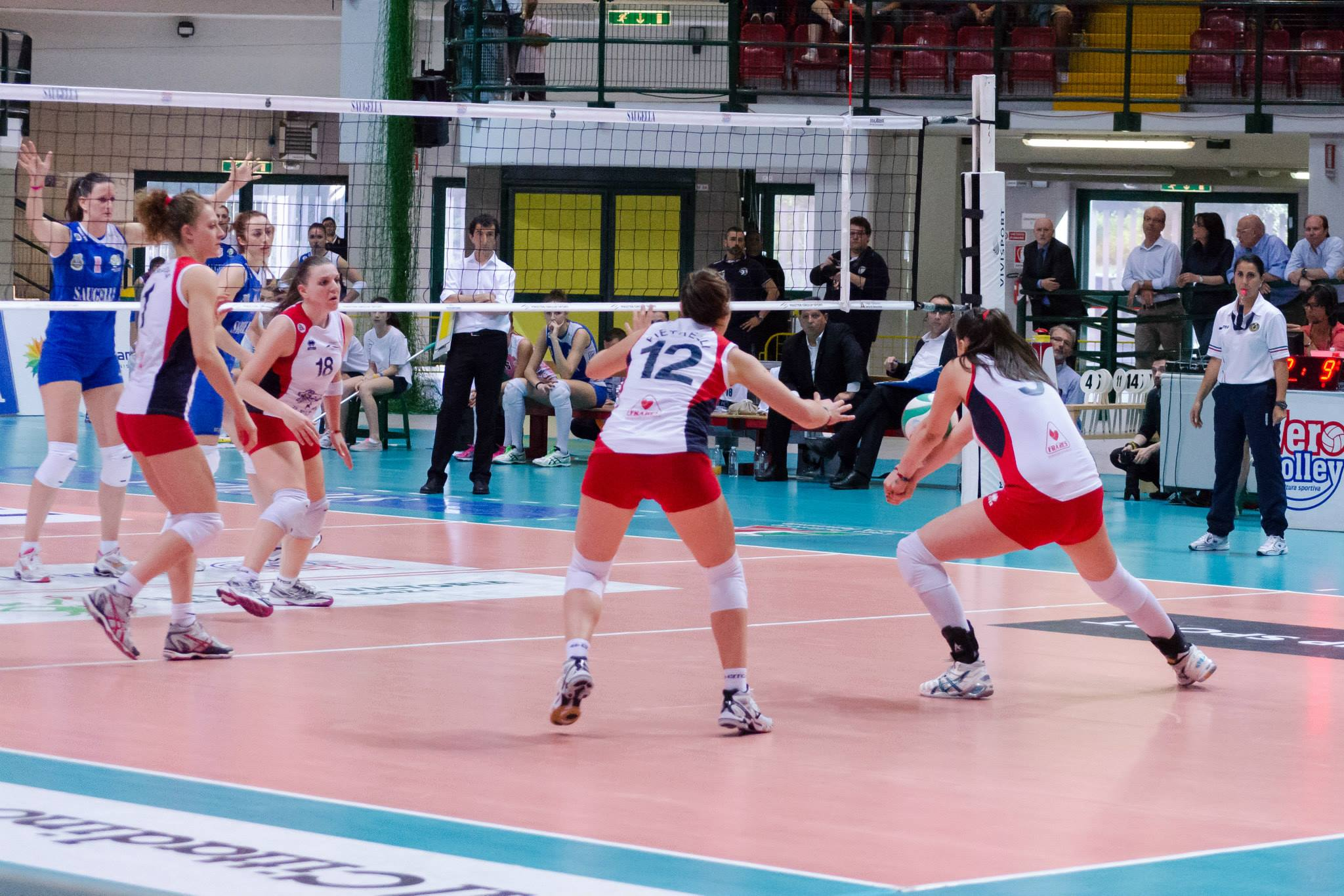
La squadra durante una fase di gioco

Il campionato si apre con una sconfitta maturata al tie-break contro la Beng Rovigo Volley: a questa però fanno seguito cinque vittorie consecutive, fino ad un nuovo stop contro la Pallavolo Villanterio; nelle ultime quattro giornate del girone di andata, la squadra di San Casciano in Val di Pesa coglie altri tre successi che la spingono al secondo posto in classifica. Il girone di ritorno vede il club aggiudicarsi sette partite consecutive, prima di essere sconfitta dalla Pro Victoria e poi dal Volley Soverato: la regular season si chiude con due successi su tre gare disputate e la conferma del secondo posto in classifica. Nelle semifinali dei play-off promozione la sfida è contro la Pallavolo Scandicci, sconfitta in due gare, mentre la serie finale è disputata contro il club di Monza: le lombarde riescono a vincere gara 1 per 3-2 e a sprecare diversi match ball in gara 2, anch'essa finita al tie-break, prima di arrendersi all'Azzurra Volley San Casciano, che poi vince gara 3 per 3-0, guadagnando la promozione in Serie A1.
Partecipano alla Coppa Italia di Serie A2 tutte le formazioni che disputano la Serie A2 2013-14; l'Azzurra Volley San Casciano, negli ottavi di finale, incontra la formazione di Scandicci: dopo aver vinto la gara di andata, perde per 3-2 quella di ritorno, ma riesce a qualificarsi per il turno successivo grazie ad un migliore quoziente set. Nei quarti di finale ed in semifinale supera con due successi, sia nelle partite di andata sia in quelle di ritorno il Volley Towers e il Volley Soverato; la finale di Villorba vede le toscane opporsi al Promoball Volleyball Flero: è proprio la società di San Casciano in Val di Pesa ad aggiudicarsi il trofeo, per la prima volta, grazie alla vittoria per 3-2.

## Organigramma societario
Area direttiva
- Presidente: Elio sità
- Vicepresidente: Simone Innocenti
- Segreteria generale: Riccardo Capo

Area organizzativa
- Direttore sportivo: Gino Mazzi
- Dirigente: Maurizio Petrocelli, Giovanni Sieni

Area tecnica
- Allenatore: Francesca Vannini
- Allenatore in seconda: Giampiero Gentile
- Assistente allenatore: Maurizio Reali
- Scout man: Giorgio Cotroneo

Area comunicazione
- Ufficio stampa: Andrea Pratellesi

Area sanitaria
- Medico: Laura Bavecchi Chellini
- Preparatore atletico: Gabriele Valenzi
- Fisioterapista: Michele Savarese

## Rosa
| N° | Nome                  | Ruolo | Data di nascita  | Nazionalità sportiva |
| -- | --------------------- | ----- | ---------------- | -------------------- |
| 1  | Federica Mastrodicasa | C     | 5 febbraio 1988  | Italia               |
| 2  | Alessandra Focosi     | P     | 2 marzo 1995     | Italia               |
| 5  | Silvia Lotti          | S     | 17 giugno 1992   | Italia               |
| 8  | Silvia Giovannelli    | C     | 11 gennaio 1981  | Italia               |
| 9  | Francesca Villani     | S     | 30 maggio 1995   | Italia               |
| 10 | Beatrice Parrocchiale | L     | 26 dicembre 1995 | Italia               |
| 11 | Letizia Savelli       | L     | 31 marzo 1985    | Italia               |
| 12 | Giulia Pietrelli      | S     | 27 agosto 1988   | Italia               |
| 14 | Elena Koleva          | S/O   | 1º dicembre 1977 | Bulgaria             |
| 15 | Floriana Bertone      | C     | 19 novembre 1992 | Italia               |
| 18 | Giorgia Vingaretti    | P     | 5 febbraio 1985  | Italia               |

## Mercato
| Acquisti | Acquisti              | Acquisti      | Acquisti   |
| R.       | Nome                  | da            | Modalità   |
| -------- | --------------------- | ------------- | ---------- |
| P        | Alessandra Focosi     | Casciavola    | definitivo |
| S/O      | Elena Koleva          | Flero         | definitivo |
| S        | Silvia Lotti          | Verona        | definitivo |
| L        | Beatrice Parrocchiale | Villa Cortese | definitivo |
| S        | Francesca Villani     | Volleyrò      | definitivo |
| P        | Giorgia Vingaretti    | Flero         | definitivo |

| Cessioni | Cessioni           | Cessioni        | Cessioni   |
| R.       | Nome               | a               | Modalità   |
| -------- | ------------------ | --------------- | ---------- |
| S/O      | Marika Bianchini   | Busto Arsizio   | definitivo |
| S/O      | Valentina Biccheri | IHF             | definitivo |
| P        | Sara De Lellis     | Soverato        | definitivo |
| P        | Francesca Giogoli  | -               | ritirata   |
| L        | Silvia Lussana     | Savino Del Bene | definitivo |
| P        | Fiamma Mazzini     | Savino Del Bene | definitivo |
| S        | Colleen Ward       | PTPS            | definitivo |

## Risultati

### Serie A2

#### Girone di andata
| 1ª giornata - 20 ottobre 2013 Palazzetto dello Sport, San Casciano  | San Casciano    | 2 - 3 | Beng Rovigo  | 25-20, 16-25, 16-25, 25-22, 7-15 |
| 2ª giornata - 27 ottobre 2013 PalaRivalta, Reggio nell'Emilia       | Cadelbosco      | 0 - 3 | San Casciano | 21-25, 22-25, 17-25              |
| 3ª giornata - 3 novembre 2013 Palazzetto dello Sport, San Casciano  | San Casciano    | 3 - 0 | Antares      | 25-16, 25-16, 26-24              |
| 4ª giornata - 24 novembre 2013 Palazzetto dello Sport, San Casciano | San Casciano    | 3 - 1 | New Libertas | 24-26, 25-19, 25-15, 25-16       |
| 5ª giornata - 1º dicembre 2013 Palazzetto dello Sport, Scandicci    | Savino Del Bene | 1 - 3 | San Casciano | 17-25, 24-26, 25-19, 21-25       |
| 6ª giornata - 8 dicembre 2013 Palazzetto dello Sport, San Casciano  | San Casciano    | 3 - 2 | Neruda       | 25-15, 19-25, 25-12, 23-25, 15-8 |
| 7ª giornata - 15 dicembre 2013 PalaRavizza, Pavia                   | Pavia           | 3 - 1 | San Casciano | 21-25, 25-22, 25-21, 26-24       |
| 8ª giornata - 22 dicembre 2013 Palazzetto dello Sport, San Casciano | San Casciano    | 3 - 0 | Pro Victoria | 25-18, 25-18, 25-14              |
| 9ª giornata - 26 dicembre 2013 PalaScoppa, Soverato                 | Soverato        | 0 - 3 | San Casciano | 24-26, 22-25, 21-25              |
| 10ª giornata - 6 gennaio 2014 PalaCampagnola, Schio                 | Towers          | 3 - 0 | San Casciano | 25-15, 25-23, 25-20              |
| 11ª giornata - 12 gennaio 2014 Palazzetto dello Sport, San Casciano | San Casciano    | 3 - 1 | Flero        | 26-24, 25-21, 21-25, 25-22       |

#### Girone di ritorno
| 12ª giornata - 26 gennaio 2014 Palazzetto dello Sport, Rovigo       | Beng Rovigo  | 0 - 3 | San Casciano    | 23-25, 21-25, 21-25               |
| 13ª giornata - 2 febbraio 2014 Palazzetto dello Sport, San Casciano | San Casciano | 3 - 2 | Cadelbosco      | 25-18, 23-25, 26-28, 25-13, 15-8  |
| 14ª giornata - 9 febbraio 2014 PalaPozzillo, Sala Consilina         | Antares      | 1 - 3 | San Casciano    | 21-25, 22-25, 25-21, 23-25        |
| 15ª giornata - 16 febbraio 2014 PalaPuca, Sant'Antimo               | New Libertas | 2 - 3 | San Casciano    | 26-24, 20-25, 26-28, 25-22, 8-15  |
| 16ª giornata - 2 marzo 2014 Palazzetto dello Sport, San Casciano    | San Casciano | 3 - 0 | Savino Del Bene | 25-16, 25-22, 25-21               |
| 17ª giornata - 9 marzo 2014 PalaResia, Bolzano                      | Neruda       | 1 - 3 | San Casciano    | 23-25, 18-25, 25-23, 18-25        |
| 18ª giornata - 16 marzo 2014 Palazzetto dello Sport, San Casciano   | San Casciano | 3 - 1 | Pavia           | 25-14, 25-19, 16-25, 25-20        |
| 19ª giornata - 23 marzo 2014 Palazzetto dello Sport, Monza          | Pro Victoria | 3 - 1 | San Casciano    | 25-17, 13-25, 25-21, 25-23        |
| 20ª giornata - 30 marzo 2014 Palazzetto dello Sport, San Casciano   | San Casciano | 2 - 3 | Soverato        | 22-25, 25-23, 25-19, 16-25, 13-15 |
| 21ª giornata - 6 aprile 2014 Palazzetto dello Sport, San Casciano   | San Casciano | 3 - 0 | Towers          | 25-20, 26-24, 25-18               |
| 22ª giornata - 13 aprile 2014 PalaGeorge, Montichiari               | Flero        | 3 - 1 | San Casciano    | 25-20, 25-14, 19-25, 25-19        |

#### Play-off promozione
| Semifinali (gara 1) - 27 aprile 2014 Palazzetto dello Sport, San Casciano | San Casciano    | 3 - 0 | Savino Del Bene | 25-20, 25-14, 25-16               |
| Semifinali (gara 2) - 1º maggio 2014 Palazzetto dello Sport, Scandicci    | Savino Del Bene | 1 - 3 | San Casciano    | 25-18, 25-27, 15-25, 19-25        |
| Finale (gara 1) - 8 maggio 2014 Palazzetto dello Sport, San Casciano      | San Casciano    | 2 - 3 | Pro Victoria    | 26-28, 25-21, 20-25, 25-17, 8-15  |
| Finale (gara 2) - 11 maggio 2014 Palazzetto dello Sport, Monza            | Pro Victoria    | 2 - 3 | San Casciano    | 23-25, 25-19, 25-18, 17-25, 17-19 |
| Finale (gara 3) - 14 maggio 2014 Palazzetto dello Sport, San Casciano     | San Casciano    | 3 - 0 | Pro Victoria    | 25-14, 25-19, 25-23               |

### Coppa Italia di Serie A2

#### Fase a eliminazione diretta
| Ottavi di finale (andata) - 10 novembre 2013 Palazzetto dello Sport, Scandicci     | Savino Del Bene | 0 - 3 | San Casciano    | 18-25, 31-33, 20-25               |
| Ottavi di finale (ritorno) - 17 novembre 2013 Palazzetto dello Sport, San Casciano | San Casciano    | 2 - 3 | Savino Del Bene | 25-20, 25-12, 20-25, 19-25, 13-15 |
| Quarti di finale (andata) - 19 gennaio 2014 PalaBorin, Lugo di Vicenza             | Towers          | 1 - 3 | San Casciano    | 19-25, 25-23, 24-26, 23-25        |
| Quarti di finale (ritorno) - 22 gennaio 2014 Palazzetto dello Sport, San Casciano  | San Casciano    | 3 - 1 | Towers          | 25-15, 22-25, 25-22, 26-24        |
| Semifinali (andata) - 29 gennaio 2014 PalaScoppa, Soverato                         | Soverato        | 1 - 3 | San Casciano    | 19-25, 25-22, 20-25, 19-25        |
| Semifinali (ritorno) - 5 febbraio 2014 Palazzetto dello Sport, San Casciano        | San Casciano    | 3 - 0 | Soverato        | 30-28, 25-17, 25-20               |
| Finale - 23 febbraio 2014 PalaVerde, Villorba                                      | Flero           | 2 - 3 | San Casciano    | 20-25, 25-17, 21-25, 25-15, 11-15 |

## Statistiche

### Statistiche di squadra
| Competizione             | Punti | In casa | In casa | In casa | In trasferta | In trasferta | In trasferta | Totale | Totale | Totale |
| Competizione             | Punti | G       | V       | P       | G            | V            | P            | G      | V      | P      |
| ------------------------ | ----- | ------- | ------- | ------- | ------------ | ------------ | ------------ | ------ | ------ | ------ |
| Serie A2                 | 47    | 14      | 11      | 3       | 13           | 9            | 4            | 27     | 20     | 7      |
| Coppa Italia di Serie A2 | -     | 3       | 2       | 1       | 3            | 3            | 0            | 7      | 6      | 1      |
| Totale                   | -     | 17      | 13      | 4       | 16           | 12           | 4            | 34     | 26     | 8      |

G = partite giocate; V = partite vinte; P = partite perse

### Statistiche dei giocatori
| Giocatore       | Serie A2 | Serie A2 | Serie A2 | Serie A2 | Serie A2 | Coppa Italia di Serie A2 | Coppa Italia di Serie A2 | Coppa Italia di Serie A2 | Coppa Italia di Serie A2 | Coppa Italia di Serie A2 | Totale | Totale | Totale | Totale | Totale |
| Giocatore       | P        | PT       | AV       | MV       | BV       | P                        | PT                       | AV                       | MV                       | BV                       | P      | PT     | AV     | MV     | BV     |
| --------------- | -------- | -------- | -------- | -------- | -------- | ------------------------ | ------------------------ | ------------------------ | ------------------------ | ------------------------ | ------ | ------ | ------ | ------ | ------ |
| F. Bertone      | 17       | 187      | ?        | ?        | ?        | 6                        | 36                       | ?                        | ?                        | ?                        | 23     | 223    | ?      | ?      | ?      |
| A. Focosi       | 5        | 1        | ?        | ?        | ?        | 5                        | 5                        | ?                        | ?                        | ?                        | 10     | 6      | ?      | ?      | ?      |
| S. Giovannelli  | 16       | 117      | ?        | ?        | ?        | 5                        | 25                       | ?                        | ?                        | ?                        | 21     | 142    | ?      | ?      | ?      |
| E. Koleva       | 26       | 502      | ?        | ?        | ?        | 7                        | 130                      | ?                        | ?                        | ?                        | 33     | 632    | ?      | ?      | ?      |
| S. Lotti        | 22       | 242      | ?        | ?        | ?        | 7                        | 98                       | ?                        | ?                        | ?                        | 29     | 340    | ?      | ?      | ?      |
| F. Mastrodicasa | 27       | 302      | ?        | ?        | ?        | 7                        | 85                       | ?                        | ?                        | ?                        | 34     | 387    | ?      | ?      | ?      |
| B. Parrocchiale | 26       | 1        | ?        | ?        | ?        | 7                        | -                        | -                        | -                        | -                        | 33     | 1      | ?      | ?      | ?      |
| G. Pietrelli    | 27       | 321      | ?        | ?        | ?        | 7                        | 79                       | ?                        | ?                        | ?                        | 34     | 400    | ?      | ?      | ?      |
| L. Savelli      | 5        | -        | -        | -        | -        | 3                        | -                        | -                        | -                        | -                        | 8      | -      | -      | -      | -      |
| F. Villani      | 18       | 111      | ?        | ?        | ?        | 5                        | 22                       | ?                        | ?                        | ?                        | 23     | 133    | ?      | ?      | ?      |
| G. Vingaretti   | 27       | 26       | ?        | ?        | ?        | 7                        | 10                       | ?                        | ?                        | ?                        | 34     | 36     | ?      | ?      | ?      |

P = presenze; PT = punti totali; AV = attacchi vincenti; MV = muri vincenti; BV = battute vincenti